# Slaget ved Rorke's Drift
Rorke's Drift var en missionsstation i Natal i Sydafrika. Den lå ved et vadested (drift) i Buffalo-floden. Forsvaret af Rorke's Drift 22.-23. januar 1879 under Zulukrigen foregik i forlængelse af den totale udslettelse af en britisk hærenhed i slaget ved Isandlwana tidligere samme dag. Ved Rorke's Drift holdt 139 britiske soldater stand mod et indædt angreb af 3-4,000 zuluer.

## Optakten
Klokken 14:00 den 22. januar forlod major Spalding missionsstationen for at fastslå, hvor 1. kompagni, 24. fodregiment var. Kompagniet skulle have være fremme to dage tidligere. Han vidste endnu intet om det katastrofale nederlag ved Isandlwana. Løjtnant John Chard fra Royal Engineers red samtidig ned til vadestedet for at se, hvordan arbejdet gik. Kl. ca. 15:30 kom to officerer og deres soldater fra Natal Native Kontingent (lokale hjælpetropper) til vadestedet. De kunne fortælle om nederlaget ved Isandlwana, og at den ene fløj af et zuluregiment var på vej mod missionsstationen.
De tre officerer ved stationen, løjtnant Chard, løjtnant Bromhead og assisterende kommissær Dalton, besluttede at holde stand.
Den angribende zulu-styrke var klart numerisk overlegen. De var ikke blandt de tropper der havde lidt svære tab ved Isandlwana, og mange var udrustet med skydevåben, selv om det var forældede musketter, der var de britiske våben underlegne.
Da de britiske officerer havde besluttet at blive og kæmpe forberedte de forsvaret. Kasser og sække fra stationens depot blev brugt til en lav mur om stationen og de nærmeste huse. Linjen blev ganske lang, og Chard beordrede derfor en sekundær linje bygget i midten af stillingen, der gjorde det muligt at trække sig tilbage.
Bygningerne blev også befæstet. Improviserede skydeskår blev lavet i murene, og dørene blev barrikaderet med møbler.

## Slaget
Klokken 16:00 kom den svenske kirurg Otto Witt, der drev missionsstationen, samt pastor George Smith løbende ned ad Oscarberg, en bakke med udsigt til vadestedet. De kunne fortælle, at zuluerne var ved at krydse floden og ikke var mere end fem minutter væk.
Da zuluerne var et minut borte, flygtede de lokale hjælpetropper og deres officerer. Nogle britiske soldater blev så vrede over svigtet, at de affyrede deres våben efter de flygtende, og korporal Bill Anderson blev dræbt af et skud i hovedet.
Nu var den forsvarende styrke pludselig reduceret til halvdelen: 140 mand; af dem var kun 80 en sammentømret enhed. Chard indså øjeblikkelig at han måtte formindske omkredsen af det forsvarede område og gav ordre til at bygge en ny linje af kasser og sække, der skar det forsvarede område over i to.
Menig Frederick Hitch der var udkig på depotbygningen rapporterede nu, at en kolonne på 3-4000 zuluer nærmede sig. Angrebet startede da 600 zuluer angreb den sydlige mur mellem depotet og hospitalet. Sergent Henry Gallagher råbte "Here they come, as thick as grass and as black as thunder!" (Her kommer de, så tæt som græs og så sort som torden!).
Da zuluerne var godt 500 m fra muren, åbnede de britiske tropper ild, og en jævn ildsafgivelse stoppede angrebet. Nogle få angribere søgte dækning, mens resten trak rundt om murene. Samtidig angreb en stor styrke hospitalet og den vestlige mur, og forsvarerne var snart involveret i nærkamp med angriberne. Muren var bygget for højt til at zuluerne kunne komme over den, og i stedet knælede de ved muren og forsøgte at stikke briterne med spyd igennem huller i muren. Nogle steder klatrede zulukrigere over muren oven på andres kroppe, men de blev stoppet med bajonetter.
Zulukrigere med musketter var klatret op på Oscarberg og kunne derfra skyde ind i befæstningen. Flere briter blev såret eller dræbt af skuddene.
Klokken 18:00 trak Chard sine tropper tilbage fra den vestlige ydermur til en linje af barrikader i gårdspladsen mellem bygningerne, og briterne begyndte at rømme hospitalsbygningen. Inde i hospitalsbygningen var der nu kampe fra rum til rum. Menig John Williams og flere andre menige reddede adskillige patienter ved at hakke hul i en af murene, så de kunne komme i sikkerhed, og forsvarede dem mod de angribende zuluer. Patienter, der ikke blev reddet ud af bygningen, blev dræbt af zuluerne.
Da hospitalet nu var evakueret, var forsvarslinjen forkortet. Da natten faldt på, tog zuluernes angreb til i intensitet. Snart måtte også den østligste del af befæstningen evakueres, og snart var alle mænd samlet rundt om depotet. Angrebene fortsatte det meste af natten, men klokken 2:00 ophørte de direkte angreb og blev afløst af en konstant beskydning. Den fortsatte til klokken 4:00.
Chard havde mistet 15 mand, havde otte kritisk sårede og stort set alle mand havde en eller anden form for sår. De havde kæmpet i 10 timer og var udmattede. De var også ved at løbe tør for ammunition.
Da det blev lyst, kunne briterne se, at zuluerne var væk. Der lå kun dynger af døde. Patruljer blev sendt ud for at undersøge slagmarken og lede efter overlevende. Klokken 7:00 dukkede en styrke af zuluer pludselig op, og briterne bemandede igen deres stillinger, men de blev ikke angrebet. Zuluerne var udmattede. De havde marcheret seks dage før slaget, og havde formodentlig ikke spist i to dage. De havde hundreder af sårede, og var flere dagsmarcher fra forsyninger. Zulustyrken drog bort.
Klokken 8:00 ankom Lord Chelmsford med sin styrke. Slaget var slut. 11 soldater blev belønnet med Viktoriakorset for deres mod.